# Вешняков, Анатолий Иванович
Анато́лий Ива́нович Вешняко́в (15 июля 1918 года, п. Цигломень, Архангельская губерния, РСФСР — 19 апреля 1995 года, г. Архангельск, РФ) — старший механик судов Северного морского пароходства, Герой Социалистического Труда, Заслуженный рационализатор РСФСР (указ № 953 от 26,06, 1969г. ). Почетный гражданин города Архангельск. Русский.

## Биография
Родился 15 июля 1918 года в поселке Цигломень. После окончания восьмилетней школы трудился кочегаром и машинистом на пароходах. В 1938 году завершил обучение в Архангельском мореходном училище, и начал работать на судах Северного морского пароходства.      
4 мая 1971 года указом Президиума Верховного Совета СССР за выдающиеся успехи, достигнутые в выполнении заданий пятилетнего плана развития морского транспорта, ему было присвоено звание Героя Социалистического Труда с вручением ордена Ленина и золотой медали «Серп и Молот».      
19 ноября 1974 года решением Архангельского горисполкома Анатолия Вешнякову было присвоено звание «Почётный гражданин города Архангельск».      
Умер 19 апреля 1995 в г. Архангельск. Похоронен на Жаровихинском кладбище.      

## Награды
- Орден Ленина — дважды (1960 год, 1971 год)
- Медаль «За оборону Советского Заполярья» (1945 год)
- Медаль «За трудовую доблесть» (1954 год)
- Орден Отечественной войны II степени (1985 год)